# Ширванский национальный парк
Ширва́нский национа́льный парк (азерб. Şirvan Milli Parkı) — национальный парк Азербайджана.

## Общие сведения
Создан 5 июля 2003 года на административной территории Сальянского и Нефтечалинского районов, в основной части одноимённого заповедника с целью защиты и размножения джейранов, занесённых в «Красную Книгу» Азербайджана, и водоплавающих птиц.
Целями создания являются:
- сохранение природного комплекса, генетического фонда, редких природных земель, истории и культуры объектов территории;
- создание условий для туризма и рекреации;
- подготовка и применение научных методов охраны природы и экологического просветительства;
- проведение экологического мониторинга;
- восстановление повреждённой природы, культурно-исторического комплекса и объектов, находящихся на территории[2].

Общая площадь парка составляет 54,373.5 гектара (543.73 км²). 
3 августа 2004 года принят устав национального парка. Государственный контроль над состоянием, проведением мероприятий по охране, сохранению и восстановлению территории, а также флоры и фауны пара осуществляется Министерством экологии и природных ресурсов Азербайджана.

## Флора и фауна
Основная часть территории парка имеет полупустынный ландшафт. Орнитологическая фауна разнообразна. Около 4 тысяч гектаров территории парка составляет водный бассейн. На водно-болотных территориях обитают такие перелетные птицы как турач, дрофа, лебеди и другие. Из млекопитающих основу фауны составляют джейраны. На ноябрь 2021 года популяция джейранов составляла  6 228 голов.
Из летучих мышей в парке имеются Miotis blythii, M.mystacinus, Pipistrellus pipistrellus, P.Kuhlii, Rhinolophus hipposideros, Rh.ferrumequinum, Vespertilio murinus, Eptesicus serotinus и другие виды.
В парке также обитает каспийская нерпа, из грызунов общественная полёвка, серая крыса, малый тушканчик, заяц-русак. Из хищников — волк, шакал, лиса, ласка, перевязка, барсук, камышовый кот, степной кот, лесной кот. Из парнокопытных здесь можно встретить кабана и джейрана. Из вышеперечисленных джейран, перевязка и лесной кот занесены в Красную книгу Азербайджана.
На территории парка можно встретить 4 вида земноводных животных: сирийская чесночница, зелёная жаба, озёрная лягушка и квакша.
Здесь также обитают 17 видов пресмыкающихся, из которых 3 вида черепах, 6 видов ящериц и 8 видов змей.

## Вход в парк
Вход в парк платный. Билет стоит 2 азербайджанских маната. Дети в возрасте до 6 лет, школьники и люди с ограниченными возможностями освобождены от платы за вход.